# Missouri Botanical Garden
Missouri Botanical Garden (MBG) är en botanisk trädgård i S:t Louis, Missouri, USA. Den grundades 1859 av Henry Shaw. År 1976 skyddades den som National Historic Landmark. Parken tar inträde.

## Herbarium och bibliotek
Herbariet är, med 6 600 000 exemplar (2017), det näst största i USA (New York Botanical Garden hade 7 900 000) och det femte största i världen. Herbariet är delat på två byggnader: Lehmann Building och Monsanto Center. Monsanto Center innehåller också trädgårdens bibliotek, Peter H. Raven Library, som omfattar över 200 000 volymer av böcker och tidskrifter och håller över 800 nutida tidskrifter genom prenumeration eller utbyte.

## Center for Biodiversity Informatics
Trädgårdens Center for Biodiversity Informatics deltar i eller driver flera större datoriseringsprojekt, bland vilka märks:
- Tropicos: Världens största samlade online fritt tillgängliga databas över botanisk information.[5]
- World Flora Online (tillsammans med 50 andra institutioner): Ett projekt att skapa en databas över alla de uppskattningsvis 400 000 arterna landväxter med uppgifter om förekomst och bilder.[6][7]
- Biodiversity Heritage Library (världsomspännande konsortium): Världens största öppna botaniska bibliotek.[8]
- Botanicus: Digitaliserade böcker från trädgårdens bibliotek.[9]
- The Plant List (med Royal Botanic Gardens, Kew): Var ett projekt för att skapa en databas över accepterade namn inom botaniken.[10]

## Climatron och andra växthus

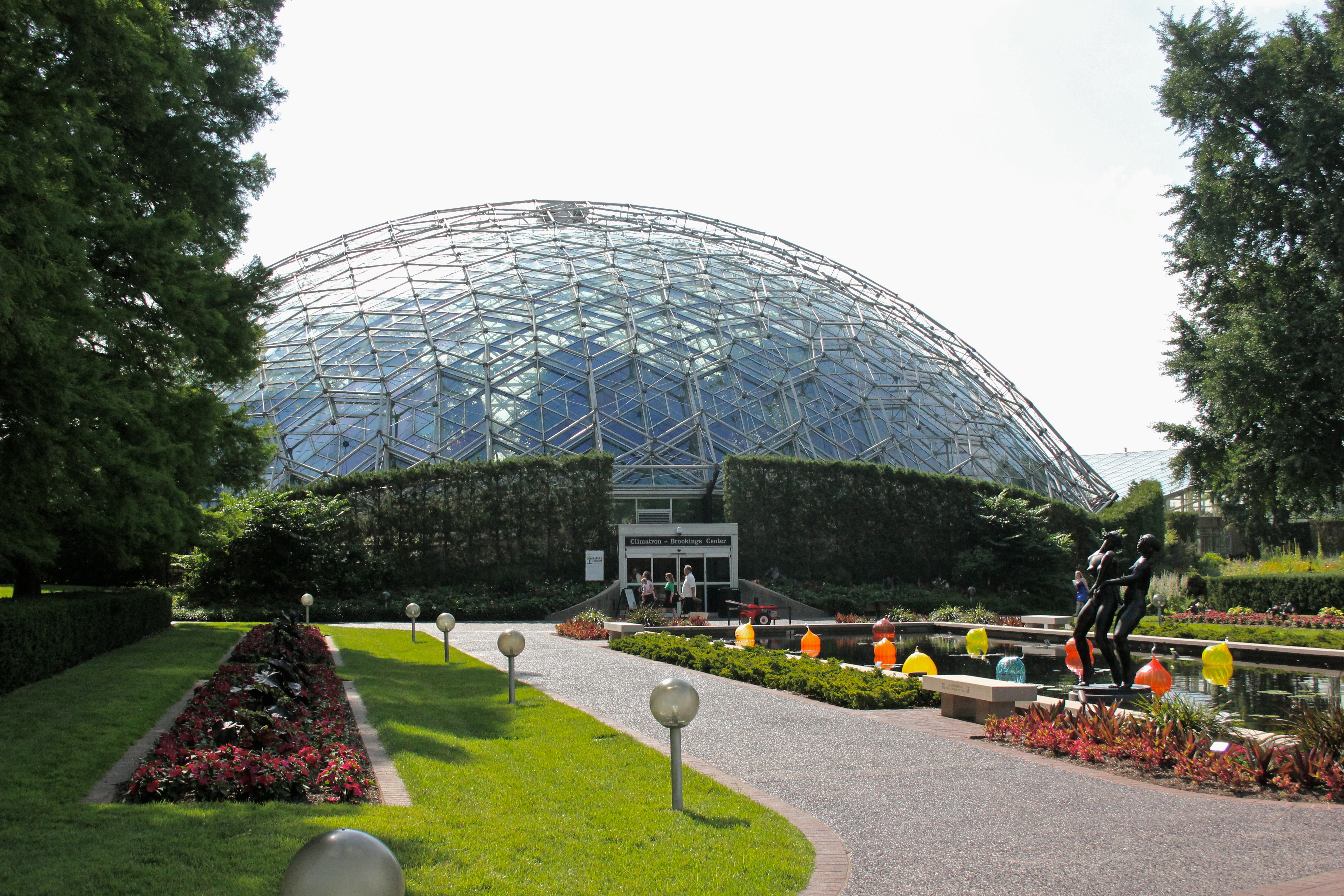
Climatron.

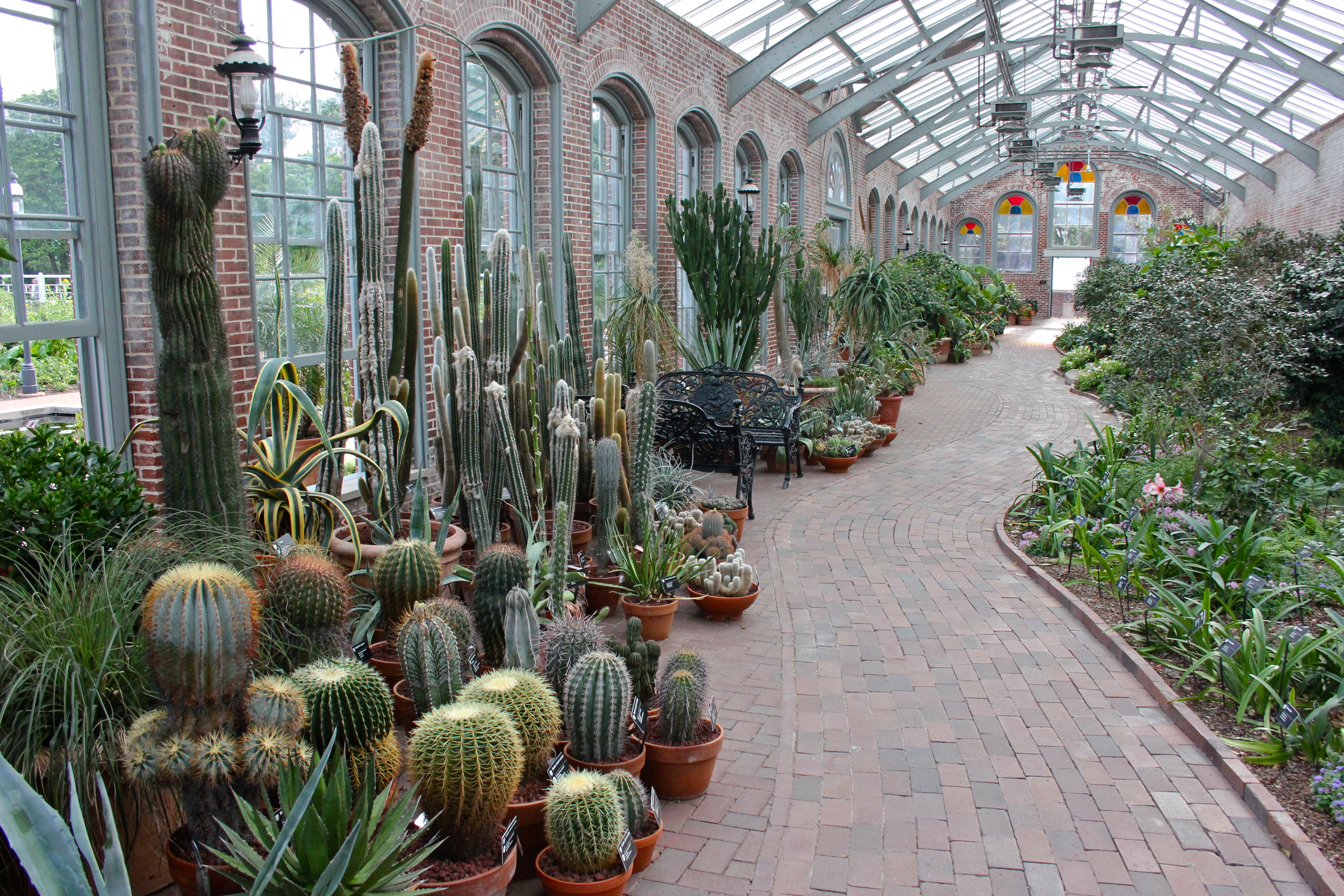
Interiör från Linnean House med växter från semi-arida miljöer.

Climatron är världens första växthus byggt som en geodetisk kupol och öppnades för allmänheten 1960. Den självbärande kupolen har höjden 21 meter, diametern 53 meter och var till 1990 täckt av plexiglas, numera utbytt mot ett energisparande laminat av plast och glas, som bärs upp av aluminiumrör. Namnet kommer från klimatkontrollanläggningen som varierar temperaturen från 18 till 29 °C under dygnet och håller luftfuktigheten på 85%, vilket efterliknar förhållanden i en tropisk låglandsregnskog. I växthuset växer över 2800 exemplar av 1400 arter, bland dessa sällsyntheter som dubbelkokosnötpalmen från Seychellerna.
Linnean House, som byggdes 1882, är det äldsta växthuset i kontinuerlig drift väster om Mississippi och var i början avsett som orangeri, det vill säga en plats där man ställde in växter som palmer (planterade i stora krukor) för vintern. Efter första världskriget gjordes det om till ett kallväxthus och man anlade odlingsbäddar på golvet. Idag används den södra delen återigen som orangeri, medan den norra delen fokuserar på släktet Camellia. Huset är uppkallat efter Carl von Linné.
Shoenberg Temperate House ersatte 1990 det hälften så stora Mediterranean House som byggts 1913 och är täckt av samma typ av energisparande plast/glas som Climatron. Växterna kommer huvudsakligen från områden med medelhavsklimat, men även växter från Japan, Kina, sydöstra USA och Madagaskar ges utrymme. Därutöver innehåller växthuset ett urval av växter från stränder och sumpmarker, samt ekonomiskt viktiga arter (olivträd, fikonträd, korkek...). Huset är en donation från Shoenberg Foundation.

## Planteringar

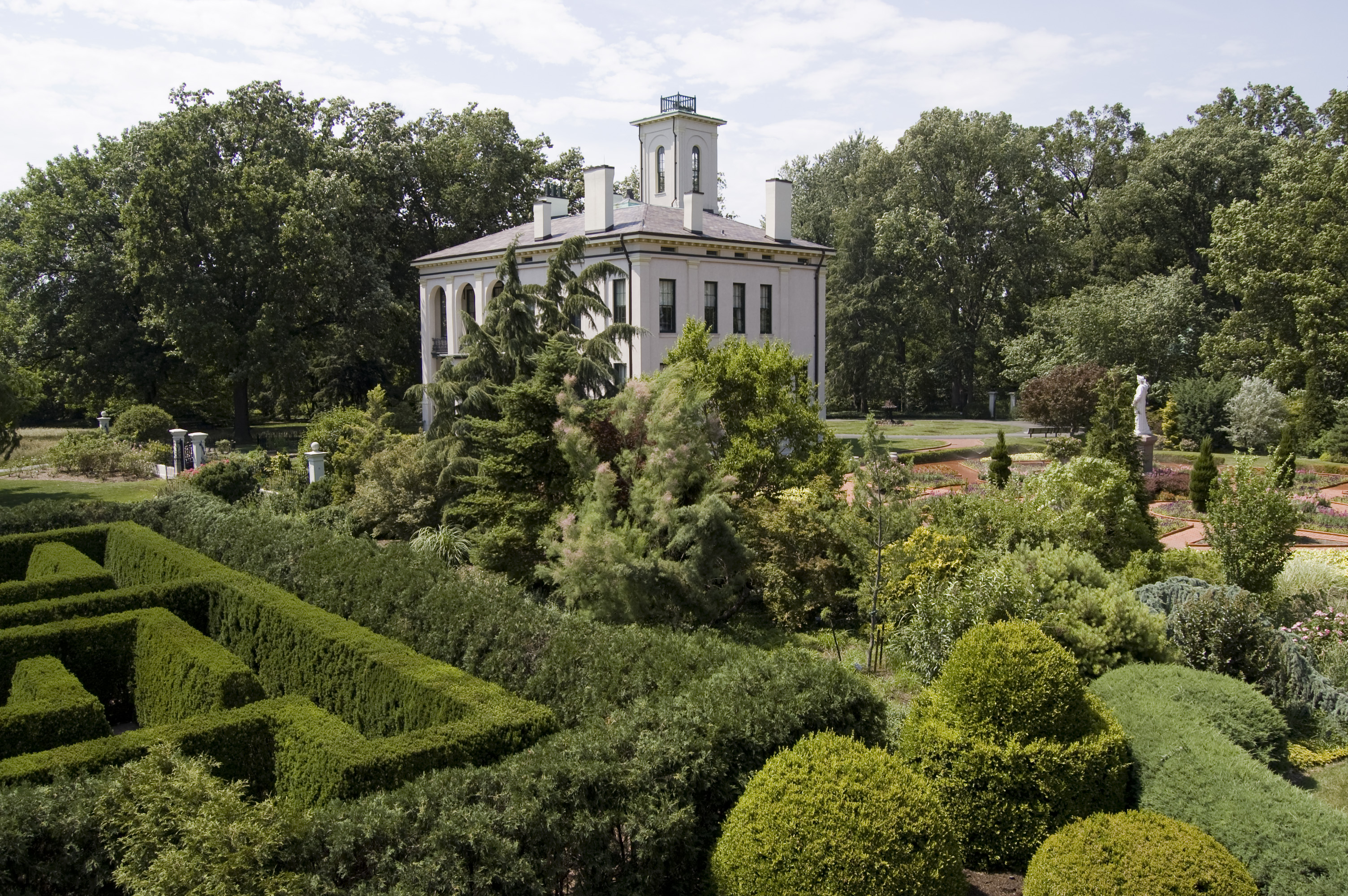
En del av idegranslabyrinten med Tower Grove House i bakgrunden.

Trädgården består av ett otal olika planteringar och MBG delar själv in dem i olika kategorier:
- Demonstrationsträdgårdar (Kemper Center for Home Gardening). 23 exempel på "villaträdgårdar".[14]
- "Victorianska kvarteret" (Doris Waters Harris Lichtenstein Victorian District) med Tower Grove House. En samling trädgårdar i klassisk 1800-talsstil, inkluderande en labyrint av idegranshäckar (Kaeser Memorial Maze), en medicinsk örtagård och en stor plantering med kuddväxter. Avdelningen innefattar Henry Shaws lantställe, Tower Grove House, från 1849.[15]
- "Formella" trädgårdar. Olika varianter av exempelvis rosenträdgårdar, rhododendronträdgårdar, iristrädgårdar etcetera och även en trädgård med skulpturer av Carl Milles.[16]
- Internationella trädgårdar. Sex olika trädgårdar: En japansk trädgård (Seiwa-en, som med sina 5,5 hektar är en av de största i Amerika), en kinesisk trädgård, en osmansk trädgård, en engelsk trädgård, en bayersk trädgård och Strassenfests tyska trädgård.[17]

Generellt ligger planteringarnas tonvikt, till skillnad mot i Europa, mer på trädgård än på botanik.

## Publikationer
MBG ger ut Annals of the Missouri Botanical Garden, Novon och Monographs in Systematic Botany.